# Kanton La Tour-d’Auvergne
Der Kanton La Tour-d’Auvergne war bis 2015 ein französischer Kanton im Arrondissement Issoire, im Département Puy-de-Dôme und in der Region Auvergne-Rhône-Alpes; sein Hauptort war La Tour-d’Auvergne. Vertreter im Generalrat des Départements war zuletzt von 1998 bis 2015 François Marion.
Der Kanton La Tour-d’Auvergne war 277,58 km² groß und hatte (2006) 2631 Einwohner, was einer Bevölkerungsdichte von 9 Einwohnern pro km² entsprach. Er lag im Mittel 990 Meter über dem Meeresspiegel, zwischen 594 Meter in Trémouille-Saint-Loup und 1883 Meter in Chastreix.

## Gemeinden
Der Kanton bestand aus acht Gemeinden:
| Gemeinde              | Einwohner Jahr | Fläche km² | Bevölkerungsdichte | Code INSEE | Postleitzahl |
| --------------------- | -------------- | ---------- | ------------------ | ---------- | ------------ |
| Bagnols               | 475 (2013)     | –          | – Einw./km²        | 63028      | 63810        |
| Chastreix             | 236 (2013)     | –          | – Einw./km²        | 63098      | 63680        |
| Cros                  | 173 (2013)     | –          | – Einw./km²        | 63129      | 63810        |
| La Tour-d’Auvergne    | 653 (2013)     | –          | – Einw./km²        | 63192      | 63680        |
| Picherande            | 355 (2013)     | –          | – Einw./km²        | 63279      | 63113        |
| Saint-Donat           | 252 (2013)     | –          | – Einw./km²        | 63336      | 63680        |
| Saint-Genès-Champespe | 226 (2013)     | –          | – Einw./km²        | 63346      | 63850        |
| Trémouille-Saint-Loup | 132 (2013)     | –          | – Einw./km²        | 63437      | 63810        |

## Bevölkerungsentwicklung
| 1962 | 1968 | 1975 | 1982 | 1990 | 1999 | 2006 |
| ---- | ---- | ---- | ---- | ---- | ---- | ---- |
| 4519 | 4950 | 4252 | 3918 | 3348 | 2820 | 2631 |